# Andrew Howe
Pour les articles homonymes, voir Howe.
Andrew Curtis Howe (né le 12 mai 1985 à Los Angeles) est un athlète italien spécialiste du 200 mètres et du saut en longueur.

## Carrière
Appartenant au club sportif de l'Aeronautica militare, Andrew Howe quitte les États-Unis dès l'âge de cinq ans pour suivre sa mère, Renée Felton, remariée avec un Italien. Crédité de nombreux records italiens juniors, il remporte en 2004 la médaille d'or du saut en longueur des Championnats du monde junior de Grosseto, portant le record national italien de 7,93 m à 8,11 m. Lors de ces mêmes championnats, Howe décroche le titre mondial du 200 m en améliorant le record d'Europe junior en 20 s 28.
En début de saison 2006, l'athlète italien remporte la médaille de bronze du saut en longueur des Championnats du monde en salle 2006 avec un bond à 8,19 m, se classant derrière le Ghanéen Ignisious Gaisah et le Panaméen Irving Saladino. Le 7 août 2006, aux Championnats d'Europe en plein air de Göteborg, il se qualifie aisément pour la finale (8,33 m) avant de remporter la finale avec un saut à 8,20 m, devançant notamment le Britannique Greg Rutherford.

### Champion d'Europe, vice-champion du monde (2007)
Vainqueur de la longueur des Championnats d'Europe en salle de Birmingham (8,30 m), le 4 mars 2007, il fait figure de favori pour les Championnats du monde d'Osaka. À Osaka, il se qualifie directement pour la finale avec 8,17 m dès sa 2e tentative. En finale, il se classe deuxième avec un bond à 8,47 m, derrière le Panaméen Irving Saladino, auteur de 8,57 m lors de sa sixième et dernière tentative. Andrew Howe améliore néanmoins le vieux record d'Italie de Giovanni Evangelisti datant de 1987. En septembre 2007, il remporte la Finale mondiale de l'athlétisme de Stuttgart avec 8,35 m (+ 0,7 m/s) dans un concours limité à quatre sauts seulement. En fin de saison, il reçoit l'Etoile montante de l'athlétisme européen, trophée décerné l'Association européenne d'athlétisme couronnant le meilleur espoir de l'athlétisme continental. 
En 2009, toujours blessé depuis la Coupe d'Europe 2008, il ne participe qu'à deux concours sans dépasser les 8 mètres. Bien que convoqué pour les mondiaux à Berlin, il renonce et annonce une opération chirurgicale. Le 1er septembre, il est opéré à Turku par une équipe du professeur Orawa (au tendon d'Achille gauche).

### Retour aux 8 mètres (2017)
Depuis 2009, Andrew Howe partage ses saisons entre blessures et quelques rares compétitions de sprint pour la réhabilitation. Il a notamment changé d’entraîneur, qui est à présent le Suédois Yannick Trégaro, et a fait évoluer sa technique où il a changé de pied d'impulsion. Le 25 juin 2016, il se classe 5e des Championnats nationaux, avec 7,56 m. 
Le 18 février 2017, lors des championnats d'Italie en salle, Howe remporte la médaille de bronze avec un saut à 8,01 m, une barrière qu'il n'avait pas dépassée depuis sept ans.
Le 8 juillet 2018, il court le 200 m en 20 s 47 à Rieti, un temps qu’il n’avait pas réalisé depuis 7 ans et ses nombreuses blessures et qui le qualifie pour les Championnats d’Europe de Berlin. Aux championnats d'Europe, il atteint les demi-finales où il termine 6e de sa course en 20 s 78.
En 2019, il s'aligne pour la première fois depuis 2011 sur 400 m et réalise 46 s 35. Avec ce chrono, la Fédération Italienne le sélectionne sur le relais 4 x 400 m pour les relais mondiaux 2019 à Yokohama. Le 11 mai 2019, à Yokohama, il permet d’établir en séries du 4 x 400 m mixte la meilleure prestation de l’équipe nationale italienne en 3 min 16 s 12 avec ses coéquipiers Davide Re, Giancarla Trevisan et Raphaela Lukudo.

## Palmarès
| Date | Compétition                    | Lieu       | Résultat | Épreuve   | Performance |
| ---- | ------------------------------ | ---------- | -------- | --------- | ----------- |
| 2001 | Championnats du monde cadets   | Debrecen   | 3e       | Longueur  | 7,61 m      |
| 2002 | Championnats du monde juniors  | Kingston   | 5e       | 4 × 100 m | 39 s 86     |
| 2004 | Championnats du monde juniors  | Grosseto   | 1er      | 200 m     | 20 s 28     |
| 2004 | Championnats du monde juniors  | Grosseto   | 1er      | Longueur  | 8,11 m      |
| 2006 | Championnats du monde en salle | Moscou     | 3e       | Longueur  | 8,19 m      |
| 2006 | Championnats d'Europe          | Göteborg   | 1er      | Longueur  | 8,20 m      |
| 2007 | Championnats d'Europe en salle | Birmingham | 1er      | Longueur  | 8,30 m      |
| 2007 | Championnats du monde          | Osaka      | 2e       | Longueur  | 8,47 m      |
| 2010 | Championnats d'Europe          | Barcelone  | 5e       | Longueur  | 8,12 m      |
| 2017 | Championnats d'Europe en salle | Belgrade   | qual.    | Longueur  | 7,71 m      |
| 2018 | Championnats d'Europe          | Berlin     | sf       | 200 m     | 20 s 78     |

## Records
| Épreuve          | Épreuve   | Performance | Lieu       | Date            |
| ---------------- | --------- | ----------- | ---------- | --------------- |
| Saut en longueur | Plein air | 8,47 m (NR) | Osaka      | 30 août 2007    |
| Saut en longueur | Salle     | 8,30 m (NR) | Birmingham | 4 mars 2007     |
| 200 m            | Plein air | 20 s 28     | Grosseto   | 16 juillet 2004 |
| 200 m            | Salle     | 21 s 10     | Gênes      | 22 février 2003 |

## Curiosité
- C'est un fervent supporter de la Lazio Rome.